# 소도성

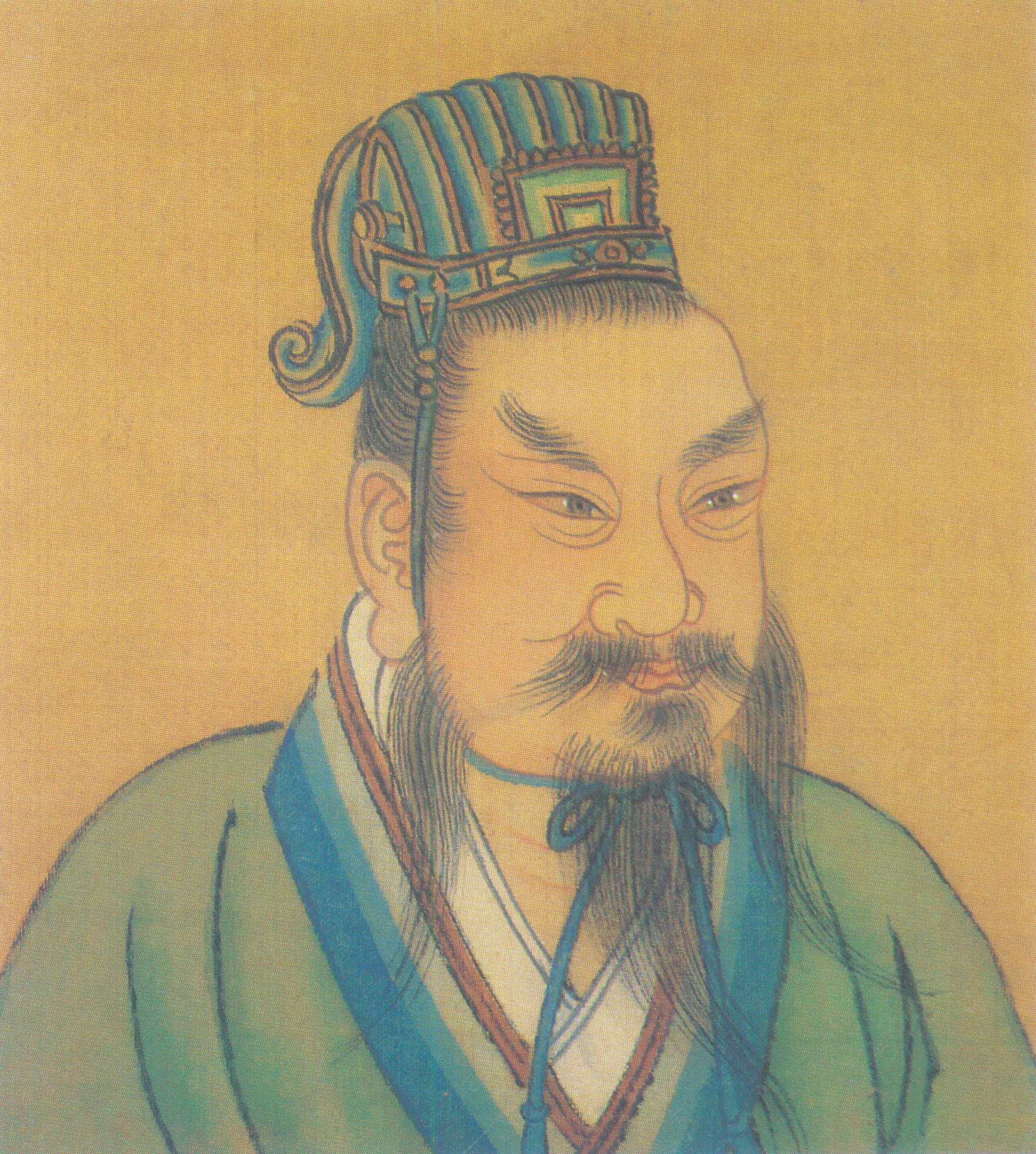
제 태조 고제 소도성

제 태조 고황제 소도성(齊 太祖 高皇帝 蕭道成, 427년 ~ 482년)은 중국 남북조 시대 남제의 초대 황제(재위：479년 ~ 482년)이다. 자는 소백(紹伯)이다.

## 생애
유송에서 군공을 세우며 등장한 이가 소도성(蕭道成)이었다. 유송 말기 소도성은 남난릉 출신의 하급병사 신분으로 서서히 출세하여 유송 왕실의 유휴범의 반란을 진압하여 권력자가 된 뒤 황제를 폐위하기로 결정하고 명제의 뒤를 이은 폐제 유욱을 살해하고 순제를 옹립한 후 명제의 고명대신 형주자사(荊州刺史) 심유지(沈攸之)마저 제압하고 479년 순제로부터 선양을 받아 제나라를 건국하였다. 심유지(沈攸之)의 아들 심문화(沈文和)가 바로 소도성의 사위(부마)였으니, 사돈끼리 전쟁을 벌여 살육을 한 셈이다.
482년 고제 소도성은 즉위 3년 만에 죽고, 아들 무제가 즉위했다.

## 가계도
- 황후 : 고소황후 유씨 유지용(高昭皇后 劉氏 劉智容) (423~472)
  - 제 1황자 : 황태자 소색(蕭賾) - (남제 세조무황제)
  - 제 2황자 : 예장문헌왕 소억(豫章文獻王 蕭嶷) (444~492)
- 후궁 : 태비 나씨(太妃 羅氏)
  - 제 5황자 : 무릉소왕 소엽(武陵昭王 蕭曄) (~494)
- 후궁 : 태비 임씨(太妃 任氏)
  - 제 6황자 : 안성공왕 소고(安成恭王 蕭暠) (468~491)
- 후궁 : 태비 하씨(太妃 何氏)
  - 제 10황자 : 시흥간왕 소감(始興簡王 蕭鑑) (471~491)
  - 제 16황자 : 의도왕 소갱(宜都王 蕭鏗) (477~494)
- 후궁 : 귀빈 사씨(貴嬪 謝氏)
  - 제 3황자 : 임천헌왕 소영(臨川獻王 蕭映) (459~490)
  - 제 4황자 : 장사위왕 소황(長沙威王 蕭晃) (460~490)
- 후궁 : 수의 육씨(修儀 陸氏)
  - 제 7황자 : 파양왕 소장(鄱陽王 蕭鏘) (~494)
  - 제 18황자 : 진희왕 소구(晉熙王 蕭銶) (479~494)
- 후궁 : 수용 원씨(修容 袁氏)
  - 제 8황자 : 계양왕 소삭(桂陽王 蕭鑠) (470~494)
- 후궁 : 귀인 구씨(貴人 區氏)
  - 제 11황자 : 형양왕 소균(衡陽王 蕭鈞) (473~494)
- 후궁 : 숙비 장씨(淑妃 張氏)
  - 제 12황자 : 강하왕 소봉(江夏王 蕭鋒) (475~494)
  - 제 19황자 : 하동왕 소현(河東王 蕭鉉) (480~498)
- 후궁 : 미인 이씨(美人 李氏)
  - 제 15황자 : 남평왕 소예(南平王 蕭銳) (476~494)
- 생모미상
  - 제 1황녀 : 의흥헌공주(義興憲公主) - 심문화(沈文和)에게 하가
  - 제 2황녀 : 회남장공주(淮南長公主) - 왕간(王暕)에게 하가
  - 제 3황녀 : 오군선공주(吳郡宣公主) - 왕빈(王彬)에게 하가

## 기년
| 고제        | 원년            | 2년        | 3년        | 4년        |
| ----------- | --------------- | ---------- | ---------- | ---------- |
| 서력 (西曆) | 479년           | 480년      | 481년      | 482년      |
| 간지 (干支) | 기미(己未)      | 경신(庚申) | 신유(辛酉) | 임술(壬戌) |
| 연호 (年號) | 건원(建元) 원년 | 2년        | 3년        | 4년        |